# José Correa
José María Correa – piłkarz urugwajski, napastnik.
Jako piłkarz klubu Sud América Montevideo wziął udział w turnieju Copa América 1942, gdzie Urugwaj zdobył tytuł mistrza Ameryki Południowej. Correa zagrał ostatnie 6 minut meczu z Argentyną, który zadecydował o mistrzowskim tytule. Na boisku zastąpił Oscara Chiriminiego.